# 伊藤美來
伊藤美來（日语：／ Itō Miku，1996年10月12日—）是日本的女性聲優、歌手。Style Cube所屬。出身於東京都。

## 經歷
2012年，第1回Style Cube聲優選拔合格。成為Style Cube的研修生。
2013年，公佈與同期研修生豐田萌繪一起加入「StylipS」，並正式成為Style Cube旗下的聲優。
2015年5月，與豐田萌繪組成新團體「Pyxis」，並於2016年2月舉辦首場演唱會。
2016年5月，在單獨活動「伊藤美來Fan Meeting」中宣佈經由日本古倫美亞個人歌手出道，並於同年10月12日發售出道單曲。

## 演出作品
粗體字代表主要人物。

### 電視動畫
2013年
- 歸宅部活動記錄（朱雀）
- 我要成為世界最強偶像（望月悠步）

2014年
- 黑色子彈（舞）
- 漫畫家與助手（足須沙穗乃）
- 普通女高中生要做當地偶像（宇佐美奈奈子）

2015年
- 百合熊風暴（赤江喀秋莎）
- 靈感少女（井上成美）
- 百萬偶像（麻理子）
- 動畫鍛鍊！EX（星麻美）

2016年
- 魔法少女什麼的已經夠了啦。（篠木真冬、少女C）
- 半田君傳說（森麻衣子）
- 魔法少女什麼的已經夠了啦。第二期（篠木真冬）
- 動畫鍛鍊！XX（星麻美）

2017年
- 鎖鏈戰記 ～赫克瑟塔斯之光～（莉莉絲）
- 武裝少女Machiavellianism（百舌鳥野乃乃[5]）
- 動作女英雄啦啦水果（赤來杏[6]）

2018年
- 龍王的工作！（男鹿笹里）
- BanG Dream! Girls Band Party!☆PICO（弦卷心）
- 刀劍神域 Alicization（芙蕾妮卡·歇斯基）

2019年
- BanG Dream! 2nd Season（弦卷心[7]）
- 五等分的新娘（中野三玖[8]）
- Hulaing Babies（未來[9]）
- 笨拙之極的上野（田中蓬[10]）

2020年
- 貓娘樂園（楓[11]）
- BanG Dream! 3rd Season（弦卷心）
- 魔術師歐菲 流浪之旅（菲娜）
- 格萊普尼爾（三船奈奈）
- 超異域公主連結 Re:Dive（可可蘿）
- BanG Dream! Girls Band Party!☆PICO～大份～（弦卷心）
- 突擊莉莉 BOUQUET（友人、一柳結梨）
- 安達與島村（島村）

2021年
- 五等分的新娘∬（中野三玖）
- 比方說，這是個出身魔王關附近的少年在新手村生活的故事（費蘿[12]）
- 異世界魔王與召喚少女的奴隸魔術Ω（魯瑪琪娜·威斯埃里亞）
- 結城友奈是勇者 啾嚕！（彌勒蓮華）
- 持續狩獵史萊姆三百年，不知不覺就練到LV MAX（法托菈）
- 戰鬥員派遣中！（水之羅素）
- 白沙的Aquatope（海咲野空空琉）
- 無職轉生～到了異世界就拿出真本事～（提露塞娜·亞德路迪亞）
- BanG Dream! Girls Band Party!☆PICO Fever!（弦卷心）
- Muv-Luv Alternative（榊千鶴[13]）
- 宿命迴響：命運節拍（巨人）
- 橘色榮耀！（飯原有香）

2022年
- 超異域公主連結 Re:Dive Season 2（可可蘿[14]）
- 明日同學的水手服（神默根子）
- BanG Dream! 少女樂團派對！5週年紀念動畫 -CiRCLE THANKS PARTY!-（弦卷心）
- 戀愛Flops（和泉澤愛生[15]、井澤愛[16]）

2023年
- 間諜教室（葛蕾特[17]）
- 久保同學不放過我（久保明菜[18]）
- 第二次被異世界召喚（阿莉澤·伊芙莉爾）
- 政宗君的復仇R（慕莉兒·貝森[19]）
- 奇異賢伴 黑色天使（瑪麗亞[20]）
- 五等分的新娘∽（中野三玖[21]）
- 偶像大師 百萬人演唱會！（七尾百合子）
- 星靈感應（夕雲滿）
- 我想成為影之強者！ 2nd season（559[22]）

2024年
- 夜晚的水母不會游泳（光月真晝[23]）
- 聲優廣播的幕前幕後（歌種夜澄／佐藤由美子[24]）
- 神明渴求著遊戲。（克莉琪[25]）
- 亦葉亦花（海音寺惠深[26]）
- Acro Trip 頂尖惡路（伊達地圖子[27]）
- 魔王2099（瑪姬娜[28]）
- 五等分的新娘＊（中野三玖[29]）

2025年
- 異修羅 第2期（流浪的丘涅[30]）
- 藥師少女的獨語 第2期（赤羽[31]）
- Princession Orchestra（造訪愛麗絲琵亞的女孩子）
- GACHIAKUTA（吉娃[32]）
- 水屬性的魔法師（妮娜[33]）
- 這裡是充滿笑容的職場。（間瑞希[34]）

2026年
- 午夜的傾心旋律（雨月忍[35]）
- 轉生之後的我變成了龍蛋（米莉亞[36]）
- 「憑妳也想討伐魔王？」被勇者小隊逐出隊伍，只好在王都自在過活（米露吉特[37]）

### 特攝
2020年
- 劇場版 幪面超人Zero-One REAL×TIME(Humagear廣播員)

2021年
- 假面騎士REVICE（拉布可芙LoveCov [38]）

### OVA
2015年
- 普通女高中生要做當地偶像 聖誕特別篇（宇佐美奈奈子）

2019年
- 時光沙漏fragtime（森谷美鈴）

### 劇場版動畫
2014年
- 偶像大師 劇場版 前往光輝的另一端！（七尾百合子）

2018年
- 劇場版 無敵鐵金剛 / INFINITY（魔神Girls）

2019年
- BanG Dream! FILM LIVE（弦卷心）

2021年
- BanG Dream! FILM LIVE 2nd Stage（弦卷心）

2022年
- 劇場版 五等分的新娘（中野三玖[39]）

2024年
- 擊浪青春（佐伯姬[40]）

### 網路動畫
2022年
- 風都偵探（尖叫摻雜體）

### 遊戲
2013年
- 偶像大師 百萬人演唱會！（七尾百合子）
- 女友伴身邊（浅見景）

2014年
- 巫女之社（月野由加里）

2015年
- 問答RPG 魔法使與黑貓維茲（登美·言壽）

2016年
- 妃十三學園 Alternative Girls（朝比奈乃乃）

2017年
- 啦啦魔法（南櫻）
- BanG Dream! 少女樂團派對（弦卷心[41]）
- 偶像大師 百萬人演唱會！劇場時光（七尾百合子）
- 無人戰爭2099（王美玲[42]）

2018年
- 超異域公主連結 Re:Dive（可可蘿）
- MAPPLUS+女友（橘奈央[43]）
- 王之逆襲（安妮特）

2019年
- 劍與天秤的Detectasy（菲雷斯）
- BLACK STELLA（瑠璃[44]）
- 繪師神之絆（雷歐[45]）

2020年
- Dragalia Lost ～失落的龍絆～（三葉）
- 五等分的新娘 五姊妹無法將謎題五等分。（中野三玖）
- 在地下城尋求邂逅是否搞錯了什麼～記憶憧憬～（阿荻·法爾瑪）

2021年
- 五等分的新娘∬ ～夏日的回憶同樣五等分～（中野三玖）
- 魔法禁書目錄 幻想收束（烏丸府蘭）
- 英雄傳說 黎之軌跡（亞妮艾絲·克勞蒂爾）
- 符文工廠5（蕾迪亞）
- 少女前線（四式）

2022年
- 戰雙帕彌什（麗芙）
- 碧藍航線（不撓[46]）
- 英雄傳說 黎之軌跡II -緋紅原罪-（亞妮艾絲·克勞蒂爾）
- 梦幻模拟战 Mobile（亞妮艾絲·克勞蒂爾）
- 無期迷途 （夏音）

2023年
- 宿命迴響（巨人）
- 崩壞：星穹鐵道 (符玄)
- 重返未來：1999(蘇芙比)

2024年
- 英雄傳說 界之軌跡（亞妮艾絲·克勞蒂爾）
- 怪物彈珠（久遠）

2025年
- 初音岛 Re:tune（天枷美春）

### 廣播
- Lip Style!!（bayfm、2013年－2015年）
- 我要在SweetDiva的世界成為最強廣播！（2013年－2014年，Radio大阪、HiBiKi Radio Station、NICONICO直播）
- 動畫鍛鍊！EX 廣播燃燒系（2015年－2016年，超!A&G+、Radio大阪、NICONICO直播※）[47]
- 公主連結頻道Re:Dive（2017年－，HiBiKi Radio Station）[48]

### 廣播劇CD
2013年
- 這個男子，被稱為惡人。（東雲茜）
- 廣播劇CD Vol.3「全力單戀」（小阪春奈）

2017年
- 以劍士為目標入學然而魔法適性竟然有9999！？（夏洛特）- 第4卷附贈廣播劇CD限定特裝版

2020年
- 間諜教室（爱娘）

## 音樂作品
關於伊藤美來以StylipS名義參加的活動，請參考「StylipS」；以Pyxis名義參加的活動，請參考「Pyxis」

### 單曲
|        | 發售日         | 標題          | 規格產品編號                      | 規格產品編號 | 最高排名 |
| 限定盤 | 發售日         | 標題          | 通常盤                            |              | 最高排名 |
| ------ | -------------- | ------------- | --------------------------------- | ------------ | -------- |
| 1st    | 2016年10月12日 |               | COZC-1238/9                       | COCC-17228   | 20名     |
| 2nd    | 2017年5月3日   | Shocking Blue | COZC-1316/7                       | COCC-17260   | 20名     |
| 3rd    | 2018年2月21日  |               | COZC-1418/9                       | COCC-17422   | 26名     |
| 4th    | 2018年8月15日  |               | COZC-1464/5（A） COZC-1466/7（B） | COCC-17475   | 21名     |
| 5th    | 2019年1月16日  |               | COZC-1497/8                       | COCC-17542   | 15名     |
| 6th    | 2020年2月12日  | Plunderer     | COZC-1615/6                       | COCC-17734   | 19名     |
| 7th    | 2020年5月27日  | Lonely dark   | COZC-1659/60                      | COCC-17769   | 7名      |
| 8th    | 2021年4月28日  | No.6          | COZC-1743/4                       | COCC-17871   | 17名     |
| 9th    | 2021年12月22日 |               | COZC-1852/3                       | COCC-17947   | 19名     |
| 10th   | 2022年4月6日   | 青100色       | COZC-1881/2                       | COCC-17970   |          |

### 專輯
|        | 發售日         | 標題             | 規格產品編號                      | 規格產品編號 | 最高排名 |
| 限定盤 | 發售日         | 標題             | 通常盤                            |              | 最高排名 |
| ------ | -------------- | ---------------- | --------------------------------- | ------------ | -------- |
| 1st    | 2017年10月11日 | 水彩～aquaveil～ | COZC-1375/6                       | COCX-40114   | 23名     |
| 2nd    | 2019年7月24日  | PopSkip          | COZX-1545/6（A） COZX-1547/8（B） | COCX-40809   | 12名     |
| 3rd    | 2020年12月23日 | Rhythmic Flavor  | COZX-1700/1                       | COCX-41351   | 39名     |

### 商業搭配歌曲
| 歌曲          | 商業搭配                                     | 年份   |
| ------------- | -------------------------------------------- | ------ |
|               | 電視節目《Animemashite》10月份片尾曲         | 2016年 |
| Shocking Blue | 電視動畫《武裝少女Machiavellianism》片頭曲   | 2017年 |
|               | 電視動畫《龍王的工作！》片尾曲               | 2018年 |
|               | 電視動畫《龍王的工作！》片尾曲               | 2018年 |
|               | 電視動畫《笨拙之極的上野》片頭曲             | 2019年 |
| Plunderer     | 電視動畫《掠奪者》片頭曲                     | 2020年 |
| Lonely dark   | 電視動畫《掠奪者》片頭曲                     | 2020年 |
| No.6          | 電視動畫《戰鬥員派遣中！》片頭曲             | 2021年 |
| 青100色       | 電視動畫《古見同學是溝通魯蛇。第二季》片頭曲 | 2022年 |

### 角色歌
| 發售日     | 商品名稱                                                          | 演唱名義 | 歌曲 | 備註                                                           |
| 2013年     | 2013年                                                            | 2013年 | 2013年 | 2013年                                                         |
| ---------- | ----------------------------------------------------------------- | --- | --- | -------------------------------------------------------------- |
| 4月24日    | THE IDOLM@STER LIVE THE@TER PERFORMANCE 01 Thank You!             | 765 MILLIONSTARS | 「Thank You!」 | 遊戲《偶像大師 百萬人演唱會！》主題曲                          |
| 4月24日    | THE IDOLM@STER LIVE THE@TER PERFORMANCE 01 Thank You!             | 765THEATER ALLSTARS | 「Thank You!（765THEATER ver.）」                                                                                 | 遊戲《偶像大師 百萬人演唱會！》主題曲                          |
| 5月29日    | THE IDOLM＠STER LIVE THE＠TER PERFORMANCE 02                      | 七尾百合子（伊藤美來） | 「」 | 遊戲《偶像大師 百萬人演唱會！》相關歌曲                        |
| 5月29日    | THE IDOLM＠STER LIVE THE＠TER PERFORMANCE 02                      | 天海春香（中村繪里子）、天空橋朋花（小岩井小鳥）、七尾百合子（伊藤美來）、箱崎星梨花（麻倉桃）、最上靜香（田所梓）                                                                                                   | 「Legend Girls!!」                                                                                                | 遊戲《偶像大師 百萬人演唱會！》相關歌曲                        |
| 11月6日    | Fan Fanfare!!!                                                    | Sweet Diva | 「Fan Fanfare!!!」                                                                                                | 電視動畫《我要成為世界最強偶像》片尾曲                         |
| 2014年     |                                                                   | | |                                                                |
| 7月30日    |                                                                   | 流川GIRLS | 「」 | 電視動畫《普通女高中生要做當地偶像》片頭曲                     |
| 7月30日    | 「」                                                              | 流川GIRLS | 電視動畫《普通女高中生要做當地偶像》片尾曲                                                                        |                                                                |
| 7月30日    | THE IDOLM@STER LIVE THE@TER HARMONY 02                            | 乙女ストーム！ | 「Growing Storm!」 「Welcome!!」                                                                                  | 遊戲《偶像大師 百萬人演唱會！》相關歌曲                        |
| 7月30日    | THE IDOLM@STER LIVE THE@TER HARMONY 02                            | 七尾百合子（伊藤美來） | 「」 | 遊戲《偶像大師 百萬人演唱會！》相關歌曲                        |
| 8月27日    | 「普通女高中生要做當地偶像」Vocal Album ～當地偶像課外活動報告～  | 宇佐美奈奈子（伊藤美來）、小日向緣（三澤紗千香）、三月唯（吉岡麻耶） | 「」 | 電視動畫《普通女高中生要做當地偶像》片尾曲                     |
| 8月27日    | 「普通女高中生要做當地偶像」Vocal Album ～當地偶像課外活動報告～  | 宇佐美奈奈子（伊藤美來）、小日向緣（三澤紗千香）、三月唯（吉岡麻耶）、名都借未來（水瀨祈） | 「」 「」 | 電視動畫《普通女高中生要做當地偶像》劇中歌                     |
| 8月27日    | 「普通女高中生要做當地偶像」Vocal Album ～當地偶像課外活動報告～  | 宇佐美奈奈子（伊藤美來） | 「For you!!」 | 電視動畫《普通女高中生要做當地偶像》相關歌曲                   |
| 9月24日    | 「普通女高中生要做當地偶像」Vocal Album ～我們正在當偶像！～      | 流川GIRLS | 「」 | 電視動畫《普通女高中生要做當地偶像》片頭曲                     |
| 9月24日    | 「普通女高中生要做當地偶像」Vocal Album ～我們正在當偶像！～      | 流川GIRLS | 「」 | 電視動畫《普通女高中生要做當地偶像》劇中歌                     |
| 9月24日    | 「普通女高中生要做當地偶像」Vocal Album ～我們正在當偶像！～      | 宇佐美奈奈子（伊藤美來）、小日向緣（三澤紗千香）、三月唯（吉岡麻耶）、名都借未來（水瀨祈） | 「」 | 電視動畫《普通女高中生要做當地偶像》片尾曲                     |
| 10月29日   | 漫畫家與助手 BD、DVD 第5卷特典CD                                  | 皆野纏（田中真奈美）、足須沙穗乃（伊藤美來） | 「KYNKY CONTROL!」                                                                                                | 電視動畫《漫畫家與助手》相關歌曲                               |
| 11月       | THE IDOLM@STER LIVE THE@TER SELECTION CD                          | 七尾百合子（伊藤美來） | 「Blue Symphony」                                                                                                 | 遊戲《偶像大師 百萬人演唱會！》相關歌曲                        |
| 11月       | THE IDOLM@STER LIVE THE@TER SELECTION CD                          | 望月杏奈（夏川椎菜）、七尾百合子（伊藤美來）、北澤志保（雨宮天）、馬場木實（高橋未奈美）、艾米莉·斯圖亞特（郁原優）                                                                                                  | 「Thank You!」 | 遊戲《偶像大師 百萬人演唱會！》相關歌曲                        |
| 2015年     |                                                                   | | |                                                                |
| 4月4日     | THE IDOLM@STER LIVE THE@TER SOLO COLLECTION Vol.01                | 七尾百合子（伊藤美來） | 「Legend Girls!!」                                                                                                | 遊戲《偶像大師 百萬人演唱會！》相關歌曲                        |
| 5月20日    | 角色歌 [天海 盤]                                                  | 天海響（木戶衣吹）、井上成美（伊藤美來）、上原佳奈（飯田里穗）、江角京子（M·A·O）、小川真琴（山崎惠理） | 「」 | 電視動畫《靈感少女》相關歌曲                                   |
| 5月20日    | 角色歌 [天海 盤]                                                  | 天海響與夥伴們 | 「」 | 電視動畫《靈感少女》相關歌曲                                   |
| 5月20日    | 角色歌 [上原、江角 盤]                                            | 天海響（木戶衣吹）、井上成美（伊藤美來）、上原佳奈（飯田里穗）、江角京子（M·A·O）、小川真琴（山崎惠理） | 「」 | 電視動畫《靈感少女》相關歌曲                                   |
| 5月20日    | 角色歌 [井上、小川 盤]                                            | 天海響（木戶衣吹）、井上成美（伊藤美來）、上原佳奈（飯田里穗）、江角京子（M·A·O）、小川真琴（山崎惠理） | 「」 | 電視動畫《靈感少女》相關歌曲                                   |
| 5月20日    | 井上成美（伊藤美來）                                              | 「」 | | 電視動畫《靈感少女》相關歌曲                                   |
| 7月15日    | 靈感少女 BD、DVD第1卷特典CD                                       | 笨蛋山田與5位靈感少女 | 「」 | 電視動畫《靈感少女》相關歌曲                                   |
| 7月18日    | THE IDOLM@STER LIVE THE@TER SOLO COLLECTION Vol.02                | 七尾百合子（伊藤美來） | 「Welcome!!」 | 遊戲《偶像大師 百萬人演唱會！》相關歌曲                        |
| 8月19日    | 普通女高中生要做當地偶像 歌曲＆廣播劇專輯～～                     | 宇佐美奈奈子（伊藤美來） | 「」 | 電視動畫《普通女高中生要做當地偶像》相關歌曲                   |
| 8月19日    | 普通女高中生要做當地偶像 歌曲＆廣播劇專輯～～                     | 宇佐美奈奈子（伊藤美來）、名都借未來（水瀨祈） | 「2 the Dream」                                                                                                   | 電視動畫《普通女高中生要做當地偶像》相關歌曲                   |
| 8月26日    |                                                                   | 麻理子（伊藤美來） | 「」 | 電視動畫《Million Doll》片頭曲                                 |
| 8月26日    | 「Take you to My PARTY!!」                                        | 麻理子（伊藤美來） | 電視動畫《Million Doll》插入曲                                                                                    |                                                                |
| 9月16日    | 靈感少女 BD、DVD第3卷特典CD                                       | All Star Cast | 「」 | 電視動畫《靈感少女》相關歌曲                                   |
| 9月30日    | THE IDOLM@STER LIVE THE@TER DREAMERS 01 Dreaming!                 | MILLION ALLSTARS | 「Welcome!!」 | 遊戲《偶像大師 百萬人演唱會！》相關歌曲                        |
| 10月28日   | THE IDOLM@STER LIVE THE@TER DREAMERS 02                           | 天海春香（中村繪里子）、春日未來（山崎遙）、北上麗花（平山笑美）、北澤志保（雨宮天）、茱莉亞（愛美）、高槻彌生（仁後真耶子）、所惠美（藤井幸代）、七尾百合子（伊藤美來）、望月杏奈（夏川椎菜）、矢吹可奈（木戶衣吹） | 「Dreaming!」 | 遊戲《偶像大師 百萬人演唱會！》相關歌曲                        |
| 10月28日   | THE IDOLM@STER LIVE THE@TER DREAMERS 02                           | 望月杏奈（夏川椎菜）、七尾百合子（伊藤美來） | 「」 | 遊戲《偶像大師 百萬人演唱會！》相關歌曲                        |
| 11月25日   |                                                                   | 星麻美（伊藤美來）、樋口繪里（和氣杏未）、早乙女靜乃（小牧未侑）、橘紫苑（長繩麻理亞）、平岡優（高尾奏音） | 「」 | 電視動畫《動畫鍛鍊！EX》主題曲                                 |
| 11月25日   | 「」                                                              | 星麻美（伊藤美來）、樋口繪里（和氣杏未）、早乙女靜乃（小牧未侑）、橘紫苑（長繩麻理亞）、平岡優（高尾奏音） | 電視動畫《動畫鍛鍊！EX》相關歌曲                                                                                  |                                                                |
| 2016年     |                                                                   | | |                                                                |
| 1月30日    | THE IDOLM@STER LIVE THE@TER SOLO COLLECTION Vol.03 Visual Edition | 七尾百合子（伊藤美來） | 「Growing Storm!」                                                                                                | 遊戲《偶像大師 百萬人演唱會！》相關歌曲                        |
| 2月24日    | 普通女高中生要做當地偶像 歌曲＆原聲帶專輯～Winter&Spring～        | 流川GIRLS | 「」 | OVA《普通女高中生要做當地偶像》片頭曲                          |
| 2月24日    | 普通女高中生要做當地偶像 歌曲＆原聲帶專輯～Winter&Spring～        | 宇佐美奈奈子（伊藤美來）、小日向緣（三澤紗千香）、三月唯（吉岡麻耶）、名都借未來（水瀨祈） | 「」 | OVA《普通女高中生要做當地偶像》片尾曲                          |
| 5月21日    | （♪）                                                             | 淺見景（伊藤美來） | 「」 | 遊戲《女友伴身邊》相關歌曲                                     |
| 6月29日    | 普通女高中生要做當地偶像 Music Album～～                          | 宇佐美奈奈子（伊藤美來）、小日向緣（三澤紗千香）、三月唯（吉岡麻耶）、名都借未來（水瀨祈） | 「」 | OVA《普通女高中生要做當地偶像》片尾曲                          |
| 7月13日    | 偶像大師 百萬人演唱會！第4卷 特別版 Original CD                   | 伊吹翼（Machico）、茱莉亞（愛美）、高山紗代子（駒形友梨）、七尾百合子（伊藤美來）、真壁瑞希（阿部里果） | 「Valt That Borderline!」                                                                                         | 漫畫《偶像大師 百萬人演唱會！》相關歌曲                        |
| 8月12日    |                                                                   | 水島愛梨（遠藤祐里香）、廣瀨小春（橋本千波）、柊紡木（上坂堇）、織宮結衣（佳村遙）、朝比奈乃乃（伊藤美來） | 「」 | 遊戲《妃十三學園》 主題曲                                      |
| 8月12日    | 朝比奈乃乃（伊藤美來）                                            | 「 - 朝比奈乃乃Solo Ver.」 | 遊戲《妃十三學園》相關歌曲                                                                                        |                                                                |
| 9月7日     | THE IDOLM@STER THE@TER ACTIVITIES 01                              | 七尾百合子（伊藤美來）、天空橋朋花（小岩井小鳥）、箱崎星梨花（麻倉桃）、松田亞利沙（村川梨衣）、ROCO（中村溫姬） | 「」 「DIAMOND DAYS」                                                                                             | 遊戲《偶像大師 百萬人演唱會！》相關歌曲                        |
| 11月16日   | Cheer for you♪♬🎶                                                 | 星麻美（伊藤美來）、樋口繪里（和氣杏未）、早乙女靜乃（小牧未侑）、橘紫苑（長繩麻理亞）、平岡優（高尾奏音）、出海櫻（鈴木繪理）                                                                                       | 「Cheer for you♪♬🎶」                                                                                             | 電視動畫《動畫鍛鍊！XX～同一屋簷下～》主題曲                   |
| 11月16日   | Cheer for you♪♬🎶                                                 | 星麻美（伊藤美來）、樋口繪里（和氣杏未）、早乙女靜乃（小牧未侑）、橘紫苑（長繩麻理亞）、平岡優（高尾奏音）、出海櫻（鈴木繪理）                                                                                       | 「」 | 電視動畫《動畫鍛鍊！XX～同一屋簷下～》相關歌曲                 |
| 2017年     |                                                                   | | |                                                                |
| 1月11日    | THE IDOLM@STER LIVE THE@TER FORWARD 02 BlueMoon Harmony           | Virgo | 「」 | 遊戲《偶像大師 百萬人演唱會！》相關歌曲                        |
| 1月11日    | THE IDOLM@STER LIVE THE@TER FORWARD 02 BlueMoon Harmony           | BlueMoon Harmony | 「brave HARMONY」                                                                                                 | 遊戲《偶像大師 百萬人演唱會！》相關歌曲                        |
| 3月10日    | THE IDOLM@STER LIVE THE@TER SOLO COLLECTION 04 BlueMoon Theater   | 七尾百合子（伊藤美來） | 「」 | 遊戲《偶像大師 百萬人演唱會！》相關歌曲                        |
| 7月26日    | THE IDOLM@STER MILLION THE@TER GENERATION 01 Brand New Theater!   | 765 MILLION ALLSTARS | 「Brand New Theater!」                                                                                            | 遊戲《偶像大師 百萬人演唱會！劇場時光》主題曲                  |
| 7月26日    | THE IDOLM@STER MILLION THE@TER GENERATION 01 Brand New Theater!   | 765 MILLION ALLSTARS | 「Dreaming!」 | 遊戲《偶像大師 百萬人演唱會！劇場時光》相關歌曲                |
| 8月2日     | 電視動畫《動作女英雄啦啦水果》片頭曲「」                          | 心跳加速感謝祭 | 「」 | 電視動畫《動作女英雄啦啦水果》片頭曲                           |
| 8月2日     |                                                                   | Hello, Happy World! | 「」 「」 | 遊戲《BanG Dream! 少女樂團派對》相關歌曲                       |
| 8月23日    | THE IDOLM@STER MILLION LIVE! M@STER SPARKLE 01                    | 七尾百合子（伊藤美來） | 「」 | 遊戲《偶像大師 百萬人演唱會！劇場時光》相關歌曲                |
| 9月6日     | 動作女英雄啦啦水果 水果籃 ～赤來杏、青山勇氣、紫村果音～          | 赤来杏（伊藤美来） | 「」 | 電視動畫《動作女英雄啦啦水果》相關歌曲                         |
| 9月6日     | 動作女英雄啦啦水果 水果籃 ～赤來杏、青山勇氣、紫村果音～          | 紫村果音（白石晴香）、赤來杏（伊藤美來）、黃瀨美甘（山崎惠理） | 「（Kanon Main Version）」                                                                                        | 電視動畫《動作女英雄啦啦水果》片尾曲                           |
| 9月6日     | 動作女英雄啦啦水果 水果籃 ～赤來杏、青山勇氣、紫村果音～          | 赤來杏（伊藤美來）、黃瀨美甘（山崎惠理）、黑酒路子（村川梨衣） | 「（Ann Main Version）」                                                                                          | 電視動畫《動作女英雄啦啦水果》片尾曲                           |
| 9月20日    | 超異域公主連結 Re:Dive PRICONNE CHARACTER SONG 01                 | 貪吃佩可（M·A·O）、可可蘿（伊藤美來）、凱留（立花理香） | 「Lost Princess」                                                                                                 | 遊戲《超異域公主連結☆Re:Dive》主題曲                           |
| 9月27日    | 動作女英雄啦啦水果 水果籃 〜黃瀨美甘、綠川末那、桃井初莉〜        | 桃井初莉（豐田萌繪）、赤來杏（伊藤美来）、城根御前（M·A·O） | 「（Hatsuri Main Version）」                                                                                      | 電視動畫《動作女英雄啦啦水果》片尾曲                           |
| 9月27日    | 動作女英雄啦啦水果 水果籃 〜黃瀨美甘、綠川末那、桃井初莉〜        | 綠川末那（廣瀨有紀）、赤來杏（伊藤美来）、青山勇氣（石田晴香）、桃井初莉（豐田萌繪） | 「（Mana Main Version）」                                                                                         | 電視動畫《動作女英雄啦啦水果》片尾曲                           |
| 10月18日   | 動作女英雄啦啦水果 水果籃 〜城根御前、黑酒路子、青山元氣〜        | 赤來杏（伊藤美来）、黃瀨美甘（山崎惠理）、綠川末那（廣瀨有紀）、青山勇氣（石田晴香）、桃井初莉（豐田萌繪） | 「（Hinanectar Version）」                                                                                        | 電視動畫《動作女英雄啦啦水果》片尾曲                           |
| 10月18日   | 動作女英雄啦啦水果 水果籃 〜城根御前、黑酒路子、青山元氣〜        | 心跳加速感謝祭 | 「（Special Version）」                                                                                           | 電視動畫《動作女英雄啦啦水果》片尾曲                           |
| 11月8日    | 動作女英雄啦啦水果 BD第2卷特典CD                                  | 心跳加速感謝祭 | 「LOVE DIVE」 | 電視動畫《動作女英雄啦啦水果》插入曲                           |
| 2018年     |                                                                   | | |                                                                |
| 1月31日    | THE IDOLM@STER MILLION THE@TER GENERATION 04                      | Princess Stars | 「Princess Be Ambitious!!」                                                                                       | 遊戲《偶像大師 百萬人演唱會！劇場時光》相關歌曲                |
| 1月31日    | THE IDOLM@STER MILLION THE@TER GENERATION 04                      | Princess Stars | 「Brand New Theater!」                                                                                            | 遊戲《偶像大師 百萬人演唱會！劇場時光》相關歌曲                |
| 2月14日    |                                                                   | Hello, Happy World! | 「」 「YAPPY! SCHOOL CARNIVAL☆彡」 「」                                                                           | 遊戲《BanG Dream! 少女樂團派對》相關歌曲                       |
| 3月28日    | 超異域公主連結 Re:Dive PRICONNE CHARACTER SONG 02                 | 貪吃佩可（M·A·O）、可可蘿（伊藤美來）、凱留（立花理香） | 「Connecting Happy!!」                                                                                            | 遊戲《超異域公主連結☆Re:Dive》主題曲                           |
| 4月4日     | THE IDOLM@STER MILLION LIVE! M@STER SPARKLE 08]                   | 765 MILLION ALLSTARS | 「Brand New Theater!」                                                                                            | 遊戲《偶像大師 百萬人演唱會！劇場時光》相關歌曲                |
| 4月25日    | THE IDOLM@STER MILLION THE@TER GENERATION 07                      | Twinkle Rhythm | 「ZETTAI × BREAK!! トゥインクルリズム」 「Tomorrow Program」                                                      | 遊戲《偶像大師 百萬人演唱會！劇場時光》相關歌曲                |
| 6月2日     | THE IDOLM@STER LIVE THE@TER SOLO COLLECTION 06 プリンセススターズ | 七尾百合子（伊藤美来） | 「ZETTAI × BREAK!! トゥインクルリズム」                                                                           | 遊戲《偶像大師 百萬人演唱會！劇場時光》相關歌曲                |
| 8月22日    |                                                                   | 戶山香澄（愛美）、美竹蘭（佐倉綾音）、丸山彩（前島亞美）、湊友希那（相羽亞衣奈）、弦卷心（伊藤美來） | 「」 | 電視動畫《BanG Dream! Girls Band Party!☆PICO》主題曲           |
| 8月22日    | 「」                                                              | 戶山香澄（愛美）、美竹蘭（佐倉綾音）、丸山彩（前島亞美）、湊友希那（相羽亞衣奈）、弦卷心（伊藤美來） | 遊戲《BanG Dream! 少女樂團派對》相關歌曲                                                                          |                                                                |
| 8月29日    | THE IDOLM@STER MILLION THE@TER GENERATION 11 UNION!!              | 765 MILLION ALLSTARS | 「UNION!!」 「Welcome!!」                                                                                         | 遊戲《偶像大師 百萬人演唱會！劇場時光》相關歌曲                |
| 10月31日   | 偶像大師 百萬人演唱會 劇場時光 Brand New Song 第一卷特裝版特典CD  | 七尾百合子（伊藤美來） | 「 Live Sound ver.」                                                                                              | 漫畫《偶像大師 百萬人演唱會！劇場時光 Brand New Song》相關歌曲 |
| 12月5日    |                                                                   | Hello, Happy World! | 「」 「」 | 遊戲《BanG Dream! 少女樂團派對》相關歌曲                       |
| 2019年     |                                                                   | | |                                                                |
| 1月30日    |                                                                   | 中野家五姊妹 | 「」 | 電視動畫《五等分的新娘》片頭曲                                 |
| 1月30日    | 「」                                                              | 中野家五姊妹 | 電視動畫《五等分的新娘》相關歌曲                                                                                  |                                                                |
| 2月20日    |                                                                   | Hello, Happy World! | 「」 「」 | 遊戲《BanG Dream! 少女樂團派對》相關歌曲                       |
| 2月28日    | brave HARMONY（Brand New Ver.）                                   | BlueMoon Harmony | 「brave HARMONY（Brand New Ver.）」                                                                               | 遊戲《偶像大師 百萬人演唱會！劇場時光》相關歌曲                |
| 3月6日     |                                                                   | 中野三玖（伊藤美來） | 「Lovely music〜〜」                                                                                              | 電視動畫《五等分的花嫁》相關歌曲                               |
| 3月16日    | BanG Dream! 少女樂團派對翻唱曲合輯 Vol.2                          | Hello, Happy World!［弦卷心（伊藤美來）］ | 「GO! GO! MANIAC」 「Dragon Night」                                                                               | 遊戲《BanG Dream! 少女樂團派對》相關歌曲                       |
| 4月3日     | ! Re:Dive Lost Princess ~! ~                                      | 貪吃佩可（M·A·O）、可可蘿（伊藤美來）、凱留（立花理香） | 「」 | 廣播《公主連結頻道Re:Dive》結束曲                              |
| 4月3日     | ! Re:Dive Lost Princess ~! ~                                      | 貪吃佩可（M·A·O）、可可蘿（伊藤美來）、凱留（立花理香） | 「Yes! Precious Harmony!」                                                                                        | 廣播《公主連結頻道Re:Dive》開幕曲                              |
| 4月3日     | ! Re:Dive Lost Princess ~! ~                                      | 可可蘿（伊藤美來） | 「心想い 〜ココロオモイ〜」                                                                                       | 遊戲《超異域公主連結☆Re:Dive》插入曲                           |
| 4月26日    | THE IDOLM@STER THE@TER SOLO COLLECTION 07 PRINCESS STARS          | 七尾百合子（伊藤美來） | 「Tomorrow Program」                                                                                              | 遊戲《偶像大師 百萬人演唱會！劇場時光》相關歌曲                |
| 7月24日    | THE IDOLM@STER MILLION THE@TER WAVE 01 Flyers!!!                  | 765 MILLION ALLSTARS | 「Flyers!!!」 | 遊戲《偶像大師 百萬人演唱會！劇場時光》相關歌曲                |
| 8月9日     | 五等分的新娘〜可愛Max Re-mix〜                                    | 中野家五姊妹 | 「（PandaBoY Opening Voice Edit）」 「（PandaBoY Tropical House Edit）」 「（PandaBoY Five Flowers Dance Edit）」 | 電視動畫《五等分的新娘》相關歌曲                               |
| 8月9日     | 五等分的新娘〜可愛Max Re-mix〜                                    | 中野三玖（伊藤美来） | 「Lovely music 〜三週間前までは白かった〜（PandaBoY Girly Pop Edit）」                                            | 電視動畫《五等分的新娘》相關歌曲                               |
| 8月28日    | THE IDOLM@STER MILLION THE@TER WAVE 02                            | Chrono-Lexica | 「dans l'obscurité」 「」                                                                                         | 遊戲《偶像大師 百萬人演唱會！劇場時光》相關歌曲                |
| 11月20日   | fragile                                                           | 森谷美玲（伊藤美來）、村上遙（宮本侑芽） | 「fragile」 | OVA《時光沙漏fragtime》主題曲                                  |
| 11月20日   | fragile                                                           | 森谷美玲（伊藤美來）、村上遙（宮本侑芽） | 「AM11:00」 | OVA《時光沙漏fragtime》相關歌曲                                |
| 2020年     |                                                                   | | |                                                                |
| 2月19日    | Shiny Happy Days                                                  | 巧克力（八木侑紀）、香草（佐伯伊織）、紅豆（井澤詩織）、楓（伊藤美來）、桂（野口百合）、椰子（水谷麻鈴） | 「Shiny Happy Days」                                                                                              | 電視動畫《貓娘樂園》片頭曲                                     |
| 3月4日     |                                                                   | 中野家五姊妹 | 「」 | 電視動畫《五等分的新娘》相關歌曲                               |
| 3月18日    | 貓娘樂園 原聲帶專輯                                               | 楓（伊藤美來）、桂（野口百合） | 「君とWitches☆彡」                                                                                                | 電視動畫《貓娘樂園》相關歌曲                                   |
| 3月18日    | 貓娘樂園 原聲帶專輯                                               | 楓（伊藤美來） | 「君とWitches☆彡」                                                                                                | 電視動畫《貓娘樂園》插入曲                                     |
| 3月18日    | 貓娘樂園 原聲帶專輯                                               | 楓（伊藤美來） | 「」 | 電視動畫《貓娘樂園》片尾曲                                     |
| 3月25日 \| | 超異域公主連結 Re:Dive PRICONNE CHARACTER SONG 13                 | 貪吃佩可（M·A·O）、可可蘿（伊藤美來）、凱留（立花理香）、優衣（種田梨沙）、日和（東山奈央）、怜（早見沙織）、雪菲（近藤玲奈）                                                                                        | 「Mirage Game」                                                                                                   | 遊戲《超異域公主連結 Re:Dive》第2部主題曲                      |
| 3月25日 \| | 超異域公主連結 Re:Dive PRICONNE CHARACTER SONG 13                 | 貪吃佩可（M·A·O）、可可蘿（伊藤美來）、凱留（立花理香） | 「Yes! Precious Harmony!」                                                                                        | 遊戲《超異域公主連結 Re:Dive》第2部片尾曲                      |
| 4月29日    | &Lost Princess                                                    | 貪吃佩可（M·A·O）、可可蘿（伊藤美來）、凱留（立花理香） | 「」 | 電視動畫《超異域公主連結 Re:Dive》片尾曲                       |
| 4月29日    | &Lost Princess                                                    | 可可蘿（伊藤美來） | 「」 | 電視動畫《超異域公主連結 Re:Dive》相關歌曲                     |
| 5月27日    | 超異域公主連結 Re:Dive PRICONNE CHARACTER SONG 15                 | 貪吃佩可（M·A·O）、可可蘿（伊藤美來）、凱留（立花理香） | 「SAI*KOU」 | 遊戲《超異域公主連結 Re:Dive》插入曲                           |
| 6月26日    | 百萬偶像第六卷附屬劇集CD「百萬偶像nextbeat」                      | 麻理子（伊藤美來） | 「」 | 漫畫《百萬偶像》相關歌曲                                       |
| 8月12日    |                                                                   | 戶山香澄（愛美）、美竹蘭（佐倉綾音）、丸山彩（前島亞美）、湊友希那（相羽愛奈）、弦卷心（伊藤美來） | 「」 | 電視動畫《少女樂團派對★PICO 第2季》 大碗公主題曲               |
| 8月12日    | 「TWiNKLE CiRCLE」                                                | 戶山香澄（愛美）、美竹蘭（佐倉綾音）、丸山彩（前島亞美）、湊友希那（相羽愛奈）、弦卷心（伊藤美來） | 遊戲《BanG Dream! 少女樂團派對》相關歌曲                                                                          |                                                                |
| 8月26日    | THE IDOLM@STER MILLION THE@TER WAVE 10 Glow Map                   | 765 MILLION ALLSTARS | 「Glow Map」 | 遊戲《偶像大師 百萬人演唱會！劇場時光》相關歌曲                |
| 8月26日    | THE IDOLM@STER MILLION THE@TER WAVE 10 Glow Map                   | 伊吹翼（Machico）、天空橋朋花（小岩井小鳥）、永吉昴（齊藤佑圭）、艾蜜莉·司徒亞特（郁原由宇）、七尾百合子（伊藤美來）                                                                                                 | 「Do the IDOL!!〜〜」                                                                                             | 遊戲《偶像大師 百萬人演唱會！劇場時光》相關歌曲                |
| 10月28日   |                                                                   | 安達（鬼頭明里）、島村（伊藤美來） | 「」 | 電視動畫《安達與島村》片頭曲                                   |
| 10月28日   | 「」                                                              | 安達（鬼頭明里）、島村（伊藤美來） | 電視動畫《安達與島村》相關歌曲                                                                                    |                                                                |

## 相關項目
- StylipS（豐田、伊藤所屬的聲優組合）

### 组合成员
1. 1 2  天海春香（中村繪里子）、春日未來（山崎遙）、如月千早（今井麻美）、木下日向（田村奈央）、四條貴音（原由實）、茱莉亞（愛美）、高山紗代子（駒形友梨）、田中琴葉（種田梨沙）、天空橋朋花（小岩井小鳥）、箱崎星梨花（麻倉桃）、松田亞利沙（村川梨衣）、三浦梓（高橋智秋）、水瀨伊織（釘宮理惠）、最上靜香（田所梓）、望月杏奈（夏川椎菜）、矢吹可奈（木戶衣吹）、艾蜜莉·司徒亞特（郁原由宇）、大神環（稻川英里）、我那霸響（沼倉愛美）、菊地真（平田宏美）、北上麗花（平山笑美）、高坂海美（上田麗奈）、佐竹美奈子（大關英里）、島原艾琳娜（角元明日香）、高槻彌生（仁後真耶子）、永吉昴（齊藤佑圭）、野野原茜（小笠原早紀）、馬場木實（高橋未奈美）、福田法子（濱崎奈奈）、舞濱步（戶田惠）、真壁瑞希（阿部里果）、百瀨莉緒（山口立花子）、橫山奈緒（渡部優衣）、秋月律子（若林直美）、伊吹翼（Machico）、北澤志保（雨宫天）、篠宮可憐（近藤唯）、周防桃子（渡部惠子）、德川茉莉（諏訪彩花）、所惠美（藤井幸代）、豐川風花（末柄里惠）、中谷育（原嶋燈）、七尾百合子（伊藤美來）、二階堂千鶴（野村香菜子）、萩原雪步（淺倉杏美）、ROCO（中村溫姬）、雙海亞美／真美（下田麻美）、星井美希（長谷川明子）、宮尾美也（桐谷蝶蝶）
2. ↑  春日未來（山崎遙）、木下日向（田村奈央）、茱莉亞（愛美）、高山紗代子（駒形友梨）、田中琴葉（種田梨沙）、天空橋朋花（小岩井小鳥）、箱崎星梨花（麻倉桃）、松田亞利沙（村川梨衣）、最上靜香（田所梓）、望月杏奈（夏川椎菜）、矢吹可奈（木戶衣吹）、艾蜜莉·司徒亞特（郁原由宇）、大神環（稻川英里）、北上麗花（平山笑美）、高坂海美（上田麗奈）、佐竹美奈子（大關英里）、島原艾琳娜（角元明日香）、永吉昴（齊藤佑圭）、野野原茜（小笠原早紀）、馬場木實（高橋未奈美）、福田法子（濱崎奈奈）、舞濱步（戶田惠）、真壁瑞希（阿部里果）、百瀨莉緒（山口立花子）、橫山奈緒（渡部優衣）、伊吹翼（Machico）、北澤志保（雨宫天）、篠宮可憐（近藤唯）、周防桃子（渡部惠子）、德川茉莉（諏訪彩花）、所惠美（藤井幸代）、豐川風花（末柄里惠）、中谷育（原嶋燈）、七尾百合子（伊藤美來）、二階堂千鶴（野村香菜子）、ROCO（中村溫姬）、宮尾美也（桐谷蝶蝶）
3. ↑  萩原櫻（竹達彩奈）、宮澤惠怜奈（阿澄佳奈）、菅野七海（大坪由佳）、望月悠步（伊藤美來）、早瀨愛華（雨宮天）
4. 1 2 3  宇佐美奈奈子（伊藤美來）、小日向緣（三澤紗千香）
5. ↑  春日未來（山崎遙）、伊吹翼（Machico）、七尾百合子（伊藤美來）、真壁瑞希（阿部里果）、望月杏奈（夏川椎菜）
6. ↑  天海響（木戶衣吹）、井上成美（伊藤美來）、上原佳奈（飯田里穗）、江角京子（M·A·O）、小川真琴（山崎惠理）
7. ↑  天海響（木戶衣吹）、井上成美（伊藤美來）、上原佳奈（飯田里穗）、江角京子（M·A·O）、小川真琴（山崎惠理）、山田健太（山谷祥生）
8. ↑  天海響（木戶衣吹）、井上成美（伊藤美來）、上原佳奈（飯田里穗）、江角京子（M·A·O）、小川真琴（山崎惠理）、山田健太（山谷祥生）、代答武士（川原慶久）、花子（井澤美香子）、色貓（鯨）、梅麗（松井惠理子）、辣妹幽靈（內田彩）、無臉幽靈（木野雙葉）
9. ↑  永吉昴（齊藤佑圭）、七尾百合子（伊藤美來）、最上靜香（田所梓）
10. ↑  北上麗花（平山笑美）、篠宮可憐（近藤唯）、茱莉亞（愛美）、高山紗代子（駒形友梨）、天空橋朋花（小岩井小鳥）、所惠美（藤井幸代）、永吉昴（齊藤佑圭）、七尾百合子（伊藤美來）、二階堂千鶴（野村香菜子）、舞濱步（戶田惠）、真壁瑞希（阿部里果）、最上静香（田所梓）
11. ↑  天海春香（中村繪里子）、如月千早（今井麻美）、星井美希（長谷川明子）、萩原雪步（淺倉杏美）、高槻彌生（仁後真耶子）、菊地真（平田宏美）、水瀨伊織（釘宮理惠）、四條貴音（原由實）、秋月律子（若林直美）、三浦梓（高橋智秋）、雙海亞美／真美（下田麻美）、我那霸響（沼倉愛美）、春日未來（山崎遙）、最上靜香（田所梓）、伊吹翼（Machico）、島原艾琳娜（角元明日香）、佐竹美奈子（大關英里）、所惠美（藤井幸代）、德川茉莉（諏訪彩花）、箱崎星梨花（麻倉桃）、野野原茜（小笠原早紀）、望月杏奈（夏川椎菜）、ROCO（中村溫姬）、七尾百合子（伊藤美來）、高山紗代子（駒形友梨）、松田亞利沙（村川梨衣）、高坂海美（上田麗奈）、中谷育（原嶋燈）、天空橋朋花（小岩井小鳥）、艾蜜莉·司徒亞特（郁原由宇）、北澤志保（雨宫天）、舞濱步（戶田惠）、木下日向（田村奈央）、矢吹可奈（木戶衣吹）、橫山奈緒（渡部優衣）、二階堂千鶴（野村香菜子）、馬場木實（高橋未奈美）、大神環（稻川英里）、豐川風花（末柄里惠）、宮尾美也（桐谷蝶蝶）、福田法子（濱崎奈奈）、真壁瑞希（阿部里果）、篠宮可憐（近藤唯）、百瀨莉緒（山口立花子）、永吉昴（齊藤佑圭）、北上麗花（平山笑美）、周防桃子（渡部惠子）、茱莉亞（愛美）、白石紬（南早紀）、櫻守歌織（香里有佐）
12. 1 2 3 4 5  天海春香（中村繪里子）、如月千早（今井麻美）、星井美希（長谷川明子）、萩原雪步（淺倉杏美）、高槻彌生（仁後真耶子）、菊地真（平田宏美）、水瀨伊織（釘宮理惠）、四條貴音（原由實）、秋月律子（若林直美）、三浦梓（高橋智秋）、雙海亞美／真美（下田麻美）、我那霸響（沼倉愛美）、春日未來（山崎遙）、最上靜香（田所梓）、伊吹翼（Machico）、田中琴葉（種田梨沙）、島原艾琳娜（角元明日香）、佐竹美奈子（大關英里）、所惠美（藤井幸代）、德川茉莉（諏訪彩花）、箱崎星梨花（麻倉桃）、野野原茜（小笠原早紀）、望月杏奈（夏川椎菜）、ROCO（中村溫姬）、七尾百合子（伊藤美來）、高山紗代子（駒形友梨）、松田亞利沙（村川梨衣）、高坂海美（上田麗奈）、中谷育（原嶋燈）、天空橋朋花（小岩井小鳥）、艾蜜莉·司徒亞特（郁原由宇）、北澤志保（雨宫天）、舞濱步（戶田惠）、木下日向（田村奈央）、矢吹可奈（木戶衣吹）、橫山奈緒（渡部優衣）、二階堂千鶴（野村香菜子）、馬場木實（高橋未奈美）、大神環（稻川英里）、豐川風花（末柄里惠）、宮尾美也（桐谷蝶蝶）、福田法子（濱崎奈奈）、真壁瑞希（阿部里果）、篠宮可憐（近藤唯）、百瀨莉緒（山口立花子）、永吉昴（齊藤佑圭）、北上麗花（平山笑美）、周防桃子（渡部惠子）、茱莉亞（愛美）、白石紬（南早紀）、櫻守歌織（香里有佐）
13. 1 2  城根御前（M·A·O）、赤來杏（伊藤美來）、黑酒路子（村川梨衣）、黃瀨美甘（山崎惠理）、綠川末那（廣瀨有紀）、青山勇氣、元氣（石田晴香）、桃井初莉（豐田萌繪）、紫村果音（白石晴香）
14. 1 2 3 4  弦卷心（伊藤美來）、瀨田薰（田所梓）、北澤育美（吉田有里）、松原花音（豐田萌繪）、米歇爾（黑澤朋世）
15. ↑  春日未來（山崎遙）、德川茉莉（諏訪彩花）、矢吹可奈（木戶衣吹）、七尾百合子（伊藤美來）、艾蜜莉·司徒亞特（郁原由宇）
16. ↑  天海春香（中村繪里子）、我那霸響（沼倉愛美）、菊地真（平田宏美）、萩原雪步（淺倉杏美）、春日未來（山崎遙）、艾蜜莉·司徒亞特（郁原由宇）、高坂海美（上田麗奈）、佐竹美奈子（大關英里）、高山紗代子（駒形友梨）、德川茉莉（諏訪彩花）、中谷育（原嶋燈）、七尾百合子（伊藤美來）、福田法子（濱崎奈奈）、松田亞利沙（村川梨衣）、矢吹可奈（木戶衣吹）、橫山奈緒（渡部優衣）
17. ↑  中谷育（原嶋燈）、七尾百合子（伊藤美來）、松田亞利沙（村川梨衣）
18. 1 2 3  花澤香菜、竹達彩奈、伊藤美來、佐仓绫音、水瀨祈
19. ↑  北上麗花（平山笑美）、篠宮可憐（近藤唯）、茱莉亞（愛美）、高山紗代子（駒形友梨）、天空橋朋花（小岩井小鳥）、所惠美（藤井幸代）、永吉昴（齊藤佑圭）、七尾百合子（伊藤美來）、二階堂千鶴（野村香菜子）、舞濱步（戶田惠）、真壁瑞希（阿部里果）、最上静香（田所梓）、白石紬（南早紀）
20. ↑  七尾百合子（伊藤美來）、永吉昴（齊藤佑圭）、真壁瑞希（阿部里果）、望月杏奈（夏川椎菜）、ROCO（中村溫姬）

## 外部連結
- 伊藤美來官方部落格「みく色のプロローグ」 （页面存档备份，存于）（日語）
- 伊藤美來 Official Music Information Site｜日本古倫美亞 （页面存档备份，存于）（日語）
- 伊藤美來的X（前Twitter）（日語）